# White Plains (musikgrupp)
White Plains var en brittisk musikgrupp bildad 1969 i spillrorna av The Flower Pot Men. Gruppen spelade en lätt och luftig typ av pop. Medlemmar i gruppen var Tony Burrows (sång, fast han sjöng egentligen bara på gruppens största hit), Robin Box (gitarr), Pete Nelson (piano), Ricky Wolf (saxofon, flöjt, klaviatur m.m.), Robin Shaw (basgitarr), och Roger Hills (trummor). 
I januari 1970 släppte gruppen singeln, "My Baby Loves Lovin' ", som blev en omedelbar succé i Storbritannien där den toppade singellistan. Den blev även en stor hit i USA och låg åtta veckor på svenska Tio i topp, som högst på en fjärdeplats. Uppföljaren, "Every Little Move She Makes" från 1971, blev nästan lika framgångsrik i Sverige. 1976 upplöstes White Plains.

## Diskografi
Studioalbum
- White Plains (1970)
- When You Are King (1971)

Singlar (topp 40 på UK Singles Chart)
- "My Baby Loves Lovin' " (1970) (#9)
- "I've Got You On My Mind" (1970) (#17)
- "Julie Do Ya Love Me" (1970) (#8)
- "When You Are A King" (1971) (#13)
- "Step Into A Dream" (1973) (#21)

Samlingsalbum
- My Baby Loves Lovin' (1993)